# Монастирська (зупинний пункт)
Монастирська (до 29.12.2016 — Червоний Шлях) — пасажирський зупинний пункт Полтавської дирекції Південної залізниці на електрифікованій лінії Ромодан — Полтава між станціями Полтава-Південна (7,7 км) та Полтава-Київська (9,8 км). Розташований на північній околиці міста Полтави, у Подільському районі, між вулицями Монастирська та Лисенка, поблизу Монастирської гори, на якій височить Хрестовоздвиженський монастир, у місцевості Червоний Шлях. Поряд знаходиться Монастирське кладовище.

## Історія

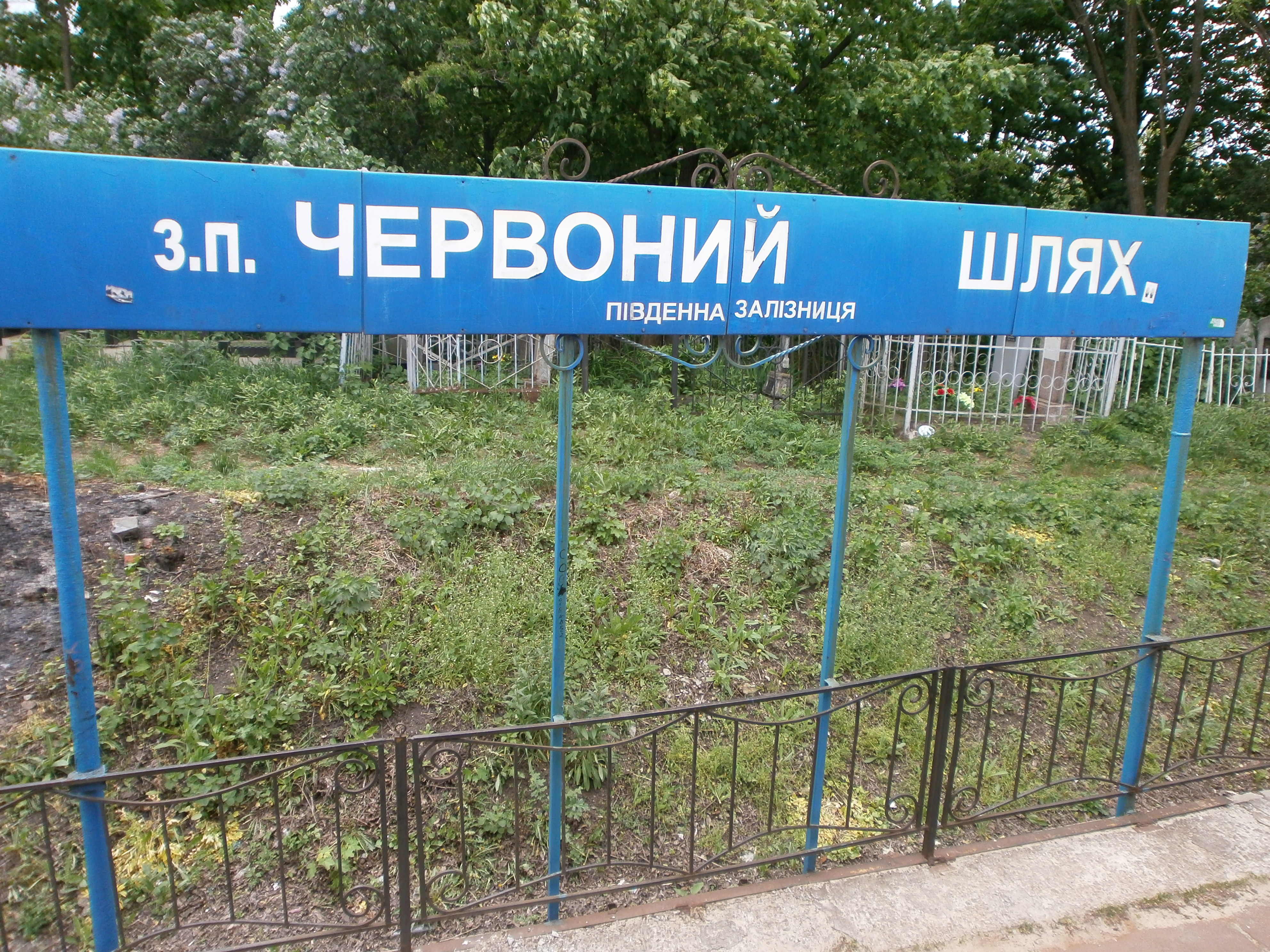
Колишня назва зупинного пункту (до 29.12.2016)

У 2003 році зупинний пункт електрифікований змінним струмом в складі дільниці Полтава-Київська — Вакулинці. У тому ж році проведена реконструкція пасажирських платформ.
До 29 грудня 2016 року зупинний пункт мав назву Червоний Шлях.

## Пасажирське сполучення
На зупинному пункті Монастирська зупиняються приміські поїзди сполученням Гребінка — Полтава — Огульці
.